# محسن‌آباد (زبرخان)
محسن‌آباد روستایی در دهستان اردوغش بخش زبرخان شهرستان نیشابور استان خراسان رضوی ایران است.

## جمعیت
بر پایه سرشماری عمومی نفوس و مسکن در سال ۱۳۹۵ جمعیت این روستا ۶۹۳ نفر (۲۹۹خانوار) بوده‌است.